# Hubert Auer (Propst)
Hubert Auer  (* 1. Mai 1780 in Bingen am Rhein; † 17. Februar 1836 in Trier) war Fürstbischöflicher Delegat für Brandenburg und Pommern und Propst der St. Hedwigs-Kirche in Berlin sowie Dompropst zu Trier.

## Leben
Nach seiner Ausbildung an der Universität Landshut und Priesterweihe am 31. Mai 1806 in Landshut  wurde Auer Kaplan und Pfarrverweser von St. Agatha in Aschaffenburg und 1814 Stadtpfarrer in Wetzlar. 1819 trat er als Consistorial-Rath in den Dienst der königlich-preußischen Regierung zu Koblenz ein und war in der Abteilung für die Geistlichen und Schulangelegenheiten tätig.
1824 wurde er zum Propst der St. Hedwigs-Kirche in Berlin ernannt und zugleich zum Domherrn des Breslauer Doms sowie in Vertretung des Breslauer Bischofs Fürstbischöflicher Delegat für Brandenburg und Pommern.
Am 25. April 1826 erfolgte die Ernennung und 1827 die Amtseinführung als Dompropst am Trierer Dom. Damit verbunden war die Stelle eines Geistlichen Rates und Synodalexaminators der bischöflichen Kurie in Trier und bischöflicher Generalvikariats-Rath sowie das Amt eines Büchercensors bei der königlichen Regierung.
Auer war Offizier des Roten Adlerordens.
Er wurde bekannt als Verfasser eines „Christkatholischen Katechismus“.

## Schriften
- Christkatholischer Katechismus für die untern Klassen der Schuljugend als Erläuterung der ersten und zweiten Abhandlung des Erzbischöflich-Regensburgischen Diözesan-Katechismus. Andreäische Buchhandlung, Frankfurt am Main 1814.